# Jean-Étienne d'Autrèpe
Jean-Étienne d’Autrèpe (ou d'Autreppe, ou Dautreppe) est un maître écrivain et auteur actif à Paris dans le troisième quart du XVIIIe siècle. 

## Biographie
Il est né en 1714, fils d'un comédien du Théâtre-Français. Il fut élève du maître écrivain Michel, lui-même élève de Jean-Baptiste Alais de Beaulieu. Reçu maître en 1734, il était en 1759 syndic de la Communauté des experts jurés écrivains. Il mourut en 1797 à 84 ans.
Il épousa une fille de René Danjou et d'une demoiselle Molé.
Il habitait rue Saint Honoré, aux grandes écuries du Roi.
Son influence s’exerça sur deux domaines. Il défendit la validité de la vérification des écritures par les maîtres écrivains, en soutenant que chaque écriture, par son tracé et ses proportions, était la conséquence de l’usage particulier de la plume fait par un individu, révélait un des critères de l’individualité et pouvait donc à ce titre servir de base à des identifications. C’est l’objet des Lettres publiées en 1770.
Par ailleurs, en se démarquant de l'influence de Louis Rossignol et de ses continuateurs (c’est-à-dire de l’école dite rennaise), il revendiqua l’abandon d’un certain maniérisme dans l’écriture, trop influencée par le dessin, et le retour à une certaine simplicité, de nature à en améliorer la lisibilité. Ce faisant, il contribua à la mise au point de l'écriture dite anglaise. Il était connu pour ses qualités pédagogiques.
Il fit partie de l'Académie royale d'écriture dont il fut syndic (1766), du Bureau académique d'écriture et publia quelques contributions dans les Mémoires issus par ce Bureau entre 1779 et 1787 ; il fit ensuite partie de la Société libre d'institution.

## Œuvres
- Traité sur les principes de l’art d’écrire et ceux de l’écriture, dédié à M. Micault d’Harvelay, conseiller d'État, garde du Trésor royal... Paris : Durand, 1759. VII-48 p.-17 pl. grav. par Oger. (Paris BNF, Lyon INRP).
- L’Arithmétique de la noblesse commerçante, ou Entretiens d’un négociant et d’un jeune gentilhomme sur l’arithmétique appliquée aux affaires de commerce, de banque et de finance. Paris : 1760-1764. 4°.
- Lettres sur la vérification des écritures arguées de faux, pour servir de réponse à celles de M. B***. Paris : Lottin l’aîné, 1770. 12°.
- Eloge de Jean-Baptiste Colbert, marquis de Seignelay Paris, Valade, 1768.

## Travaux académiques
- Discours et dissertation lus le 25 février 1762, par MM. d'Autrèpe et Paillasson... à l’ouverture et première séance de l’Académie des experts-écrivains vérificateurs. Paris : Le Breton, 1762. 4°, 39 p. (Paris BNF, Chicago NL).